# Lekia

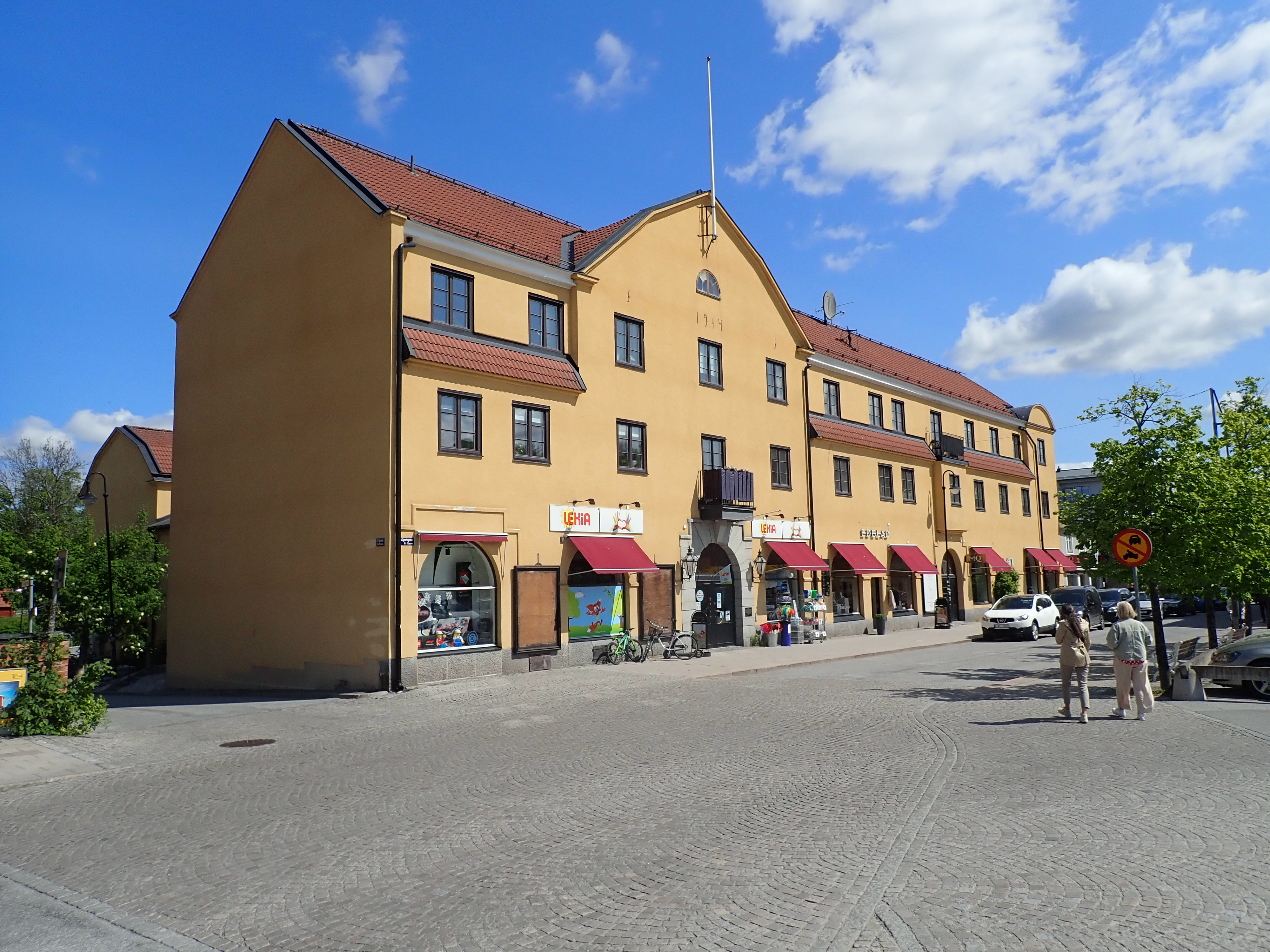
Lekia i Norrtälje

Lekia är en butikskedja som bedriver inköp, marknadsföring och utbildning för leksakshandlare.
Företaget grundades 1991 och består av cirka 150 leksakshandlare runtom i Sverige (2021), från Kiruna i norr till Trelleborg i söder. Omsättningen var 312 miljoner kronor 2020. Huvudkontoret ligger i Vellinge.